# Jonny Rowell
Jonny Rowell, diminutivo di Jonathan Michael Rowell (Newcastle upon Tyne, 10 settembre 1989) è un ex calciatore inglese, di ruolo centrocampista.

## Carriera
Ha iniziato a giocare da bambino nel settore giovanile del Newcastle Utd, club della sua città natale, restandovi fino al gennaio del 2006, quando è stato svincolato e si è trasferito nelle giovanili dell'Hartlepool Utd, club della quarta divisione inglese. Tra il 2008 ed il 2010 ha giocato poi complessive 12 partite di campionato con la prima squadra, svincolandosi però dal club nell'estate del 2010. Successivamente nella stagione 2010-2011 ha giocato nella terza divisione belga con l'Olympic Charleroi.
Nell'estate del 2011 si è poi accasato al Waasland-Beveren, club della seconda divisione belga, con il quale nel corso della stagione 2011-2012 ha conquistato una promozione in prima divisione, categoria nella quale ha poi giocato dal 2012 al 2015, per un totale di 47 presenze e 2 reti in questa categoria. Nell'estate del 2015 è rimasto svincolato, trovando una nuova squadra solamente l'anno successivo: dopo un periodo in prova con i semiprofessionisti inglesi del Gateshead durante l'estate del 2016, ha infatti trascorso la stagione 2016-2017 agli olandesi dell'Eindhoven, con cui ha giocato 13 partite nella seconda divisione olandese durante la stagione 2016-2017, terminata la quale è rimasto nuovamente svincolato; dopo un'ulteriore annata senza squadra, nella stagione 2018-2019 ha giocato 7 partite nella seconda divisione belga con il Berchem. All'inizio della stagione 2019-2020 si è poi accasato al Dender, club della terza divisione belga, campionato che ha vinto nella stagione 2021-2022. Al termine della stagione 2023-2024, conclusosi con una promozione nella prima divisione belga, lascia dopo sei stagioni consecutive il club nerazzurro e si ritira.

## Palmarès

### Club

#### Competizioni nazionali
- Nationale 1: 1

Dender: 2021-2022